# Napeogenes dilutata
Napeogenes dilutata är en fjärilsart som beskrevs av Richard Haensch 1905. Napeogenes dilutata ingår i släktet Napeogenes och familjen praktfjärilar. Inga underarter finns listade i Catalogue of Life.